# Eutelia perdicipennis
Eutelia perdicipennis là một loài bướm đêm trong họ Noctuidae.